# Malapari
Malapari is een bestuurslaag in het regentschap Batang Hari van de provincie Jambi, Indonesië. Malapari telt 1901 inwoners (volkstelling 2010).